# كاتسوتوشي كاوانو
كاتسوتوشي كاوانو (باليابانية: 河野克俊؛ بالكانا: かわの かつとし) هو عسكري ياباني، ولد في 28 نوفمبر 1954 في هاكوداته في اليابان.